# STS-129
STS-129 — космический полёт MTKK «Атлантис» по программе «Спейс Шаттл».
Доставка научного оборудования, материалов и запасных частей для продолжения жизнедеятельности Международной космической станции. 31-й полёт шаттла к МКС.

## Экипаж
- Чарльз Хобо (англ.  Charles Hobaugh ) (3-й космический полёт) — командир экипажа;
- Барри Уилмор (англ.  Barry 'Butch' Wilmore ) (1) — пилот;
- Майкл Форман (англ.  Michael James Foreman ) (2) — специалист полёта
- Роберт Сэтчер (англ.  Robert Satcher ) (1) — специалист полёта
- Рэндольф Брезник (англ.  Randolf Bresnik ) (1) — специалист полёта
- Леланд Мелвин (англ.  Leland Devon  Melvin) (2) — специалист полёта

### Экипаж МКС-21 (посадка)
- Николь Стотт (англ.  Nicole Stott ) (1) — бортинженер

В экипаже «Атлантис» — три новичка космических полётов: Барри Уилмор, Роберт Сэтчер и Рэндольф Брезник. На орбиту в шаттле «Атлантис» отправились шесть астронавтов. На Землю вернулись семь астронавтов, вместе с шестью членами экипажа на Землю вернулась Николь Стотт — бортинженер 21-й экспедиции МКС. Стотт прибыла на станцию 31 августа 2009 года на шаттле «Дискавери» STS-128.

## Выходы в открытый космос
Во время полёта было осуществлено три выхода в открытый космос.
- Выход 1 —  Форман и Сэтчер
- Цели: установка запасной антенны на основной ферме; установка креплений линий аммиака на блоке «Юнити»; смазка захвата системы операций с полезной нагрузкой на мобильной базовой системе (MBS); смазка захватов на японском роботизированном манипуляторе.
- Начало: 19 ноября 2009 — 14:24 UTC
- Окончание: 19 ноября — 21:01 UTC
- Продолжительность: 6 часов 37 минут.

Это 134-й выход в космос связанный с МКС.
Это 4-й выход в космос для Формана и 1-й выход для Сэтчера.
- Выход 2 —  Форман и Брезник
- Цели: установка креплений адаптера GATOR на лаборатории «Коламбус»; установка дополнительной радиолюбительской антенны; перемещение блока измерений плавающих электрических потенциалов; использование креплений груза на основной ферме.
- Начало: 21 ноября 2009 — 14:31 UTC
- Окончание: 21 ноября — 20:39 UTC
- Продолжительность: 6 часов 8 минут.

Это 135-й выход в космос связанный с МКС.
Это 5-й выход в космос для Формана и 1-й выход для Брезника.
- Выход 3 —  Сэтчер и Брезник
- Цели: монтаж дополнительного кислородного бака на модуле «Квест»; установка нового комплекта по проекту исследований материалов MISSE-7A и 7B на блоке ELC-2; работа с кабелями обогрева блока стыковки модуля Tranquility (запуск которого намечен на февраль 2010) на модуле Юнити; работа с другими грузами.
- Начало: 23 ноября 2009 — 13:24 UTC
- Окончание: 23 ноября — 19:6 UTC
- Продолжительность: 5 часов 42 минуты.

Это 136-й выход в космос связанный с МКС.
Это 2-й выход в космос для Сэтчера и 2-й выход для Брезника.

## Цель
До конца 2010 года запланированы шесть полётов шаттлов к МКС. Эти оставшиеся полёты должны доставить на МКС оборудование, запасные части и модули, которые из-за своих габаритов могут быть доставлены на станцию только на шаттлах. После прекращения полётов шаттлов, снабжение станции будет осуществляться российскими «Прогрессами», европейскими и японскими грузовиками ATV и HTV. С помощью этих кораблей на станцию доставляются только грузы, которые могут пройти сквозь переходной люк, соединяющий грузовики и внутреннее пространство станции. Миссия STS-129 — это первая из таких заключительных миссий шаттлов, задача которых состоит в доставки на станцию габаритных и ответственных запасных узлов и устройств. К таким устройствам относятся, в частности, гироскопы ориентации и баки систем охлаждения станции. К моменту старта «Атлантиса», в планах НАСА предполагалось, что эксплуатация МКС продлится до 2015 года, но оставалась большая вероятность того, что эксплуатация станции будет продлена до 2020 года. Для такого продления жизни станции, особенно важно обеспечить станцию запасным оборудованием, от которого зависит успешная эксплуатация МКС.

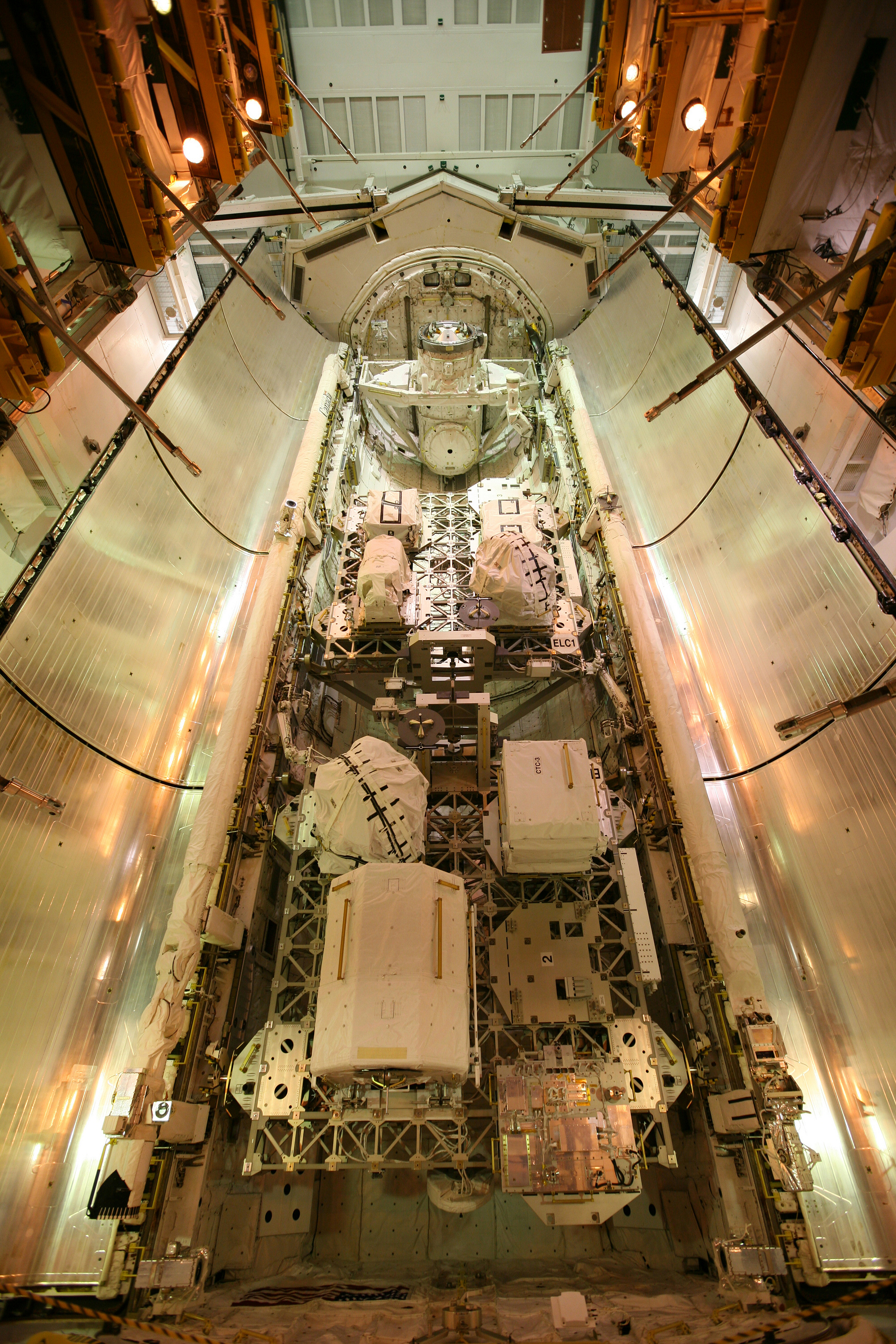
Экспериментально-транспортные платформы ELC-1 (вверху) и ELC-2 в грузовом отсеке «Атлантиса».

Полезные грузы, которые доставляются шаттлом на станцию, закреплены на двух экспериментально-транспортных платформах (ExPRESS Logistics Carrier, ELC-1, ELC-2), которые были размещены в грузовом отсеке шаттла. На станцию доставлены два гироскопа ориентации, бак высокого давления с кислородом для шлюзового модуля, баки с азотом и аммиаком и насос для системы охлаждения станции. Среди полезных грузов также запасные части для робота-манипулятора и манипулятора «Декстре», запасные силовые кабели для транспортной тележки, устройство для зарядки и разрядки аккумуляторов солнечных батарей, устройство защиты станции от возможных электрических разрядов между станцией и верхними слоями атмосферы Земли. Запасной комплект антенны S-диапазона, комплект оборудования для любительской радиосвязи и оборудования для слежения за кораблями, находящимися в открытом море.
Во время запланированных выходов в открытый космос, две экспериментально-транспортные платформы были закреплены на специально предназначенных для них местах на сегментах S3 и P3 ферменной конструкции станции. Приборы, которые расположены на экспериментально-транспортных платформах подсоединены к силовым и информационным цепям МКС.
В общей сложности вес грузов доставленных на МКС составил около 14 тонн (30.000 фунтов).
На «Атлантисе» на Землю вернулась член экипажа МКС Николь Стотт, которая прибыла на станцию в конце августа на шаттле «Дискавери» STS-128. Это был последний полёт шаттла связанный с заменой экипажа МКС. После этого, в течение, по крайней мере, шести лет, все астронавты будут прибывать на станцию, и возвращаться на Землю только на российских кораблях «Союз». За каждое место на корабле «Союз» НАСА вынуждена платить российской стороне по 50 миллионов долларов.

## Подготовка к полёту
3 сентября 2008 года стали известны имена членов экипажа (пока неофициально). Командир экипажа Чарльз Хобо, пилот Барри Уилмор, специалисты полета Майкл Форман, Роберт Сэтчер, Рэндольф Брезник и Леланд Мелвин.
30 сентября 2008 года НАСА официально утвердило экипаж для миссии STS-129: командир Чарльз Хобо, пилот Барри Уилмор, специалисты полёта Роберт Сэтчер, Майкл Форман, Рэнди Брезник, Леланд Мелвин. На «Атлантисе» вместе с членами экипажа на Землю вернётся бортинженер долговременной экспедиции МКС канадский астронавт Роберт Тёрск.

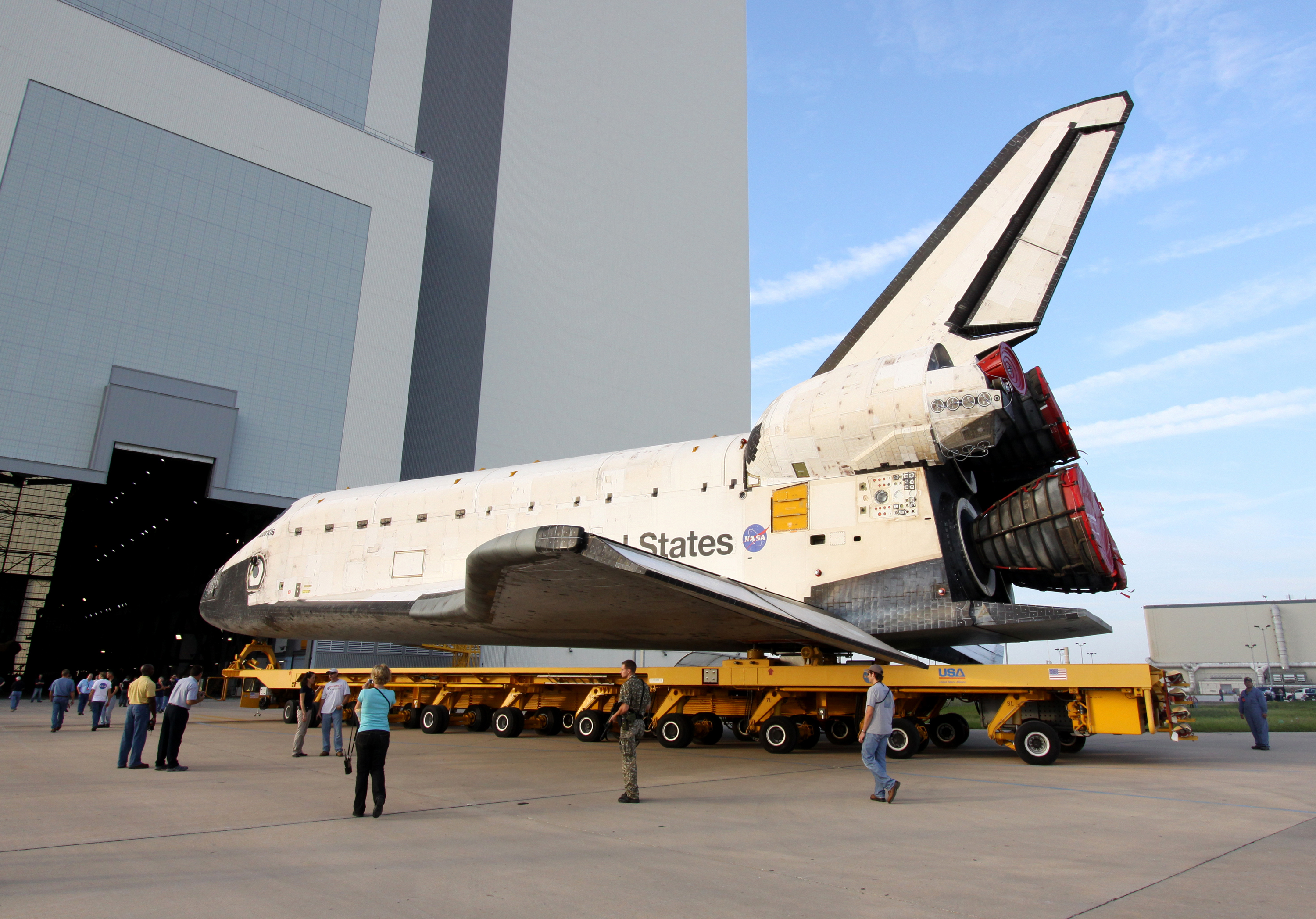
«Атлантис» переезжает в здание вертикальной сборки

6 октября 2009 года шаттл «Атлантис» был перевезён из ангара в здание вертикальной сборки, где он будет соединён с внешним топливным баком и двумя твердотопливными ускорителями. Перевозка началась в 11 часов по Гринвичу (7 часов утра местного времени). В 12 часов 15 минут «Атлантис» был в здании вертикальной сборки. На 13 октября назначен вывоз «Атлантиса» на стартовую площадку, где он будет готовиться к миссии STS-129, старт которой назначен на 12 ноября.

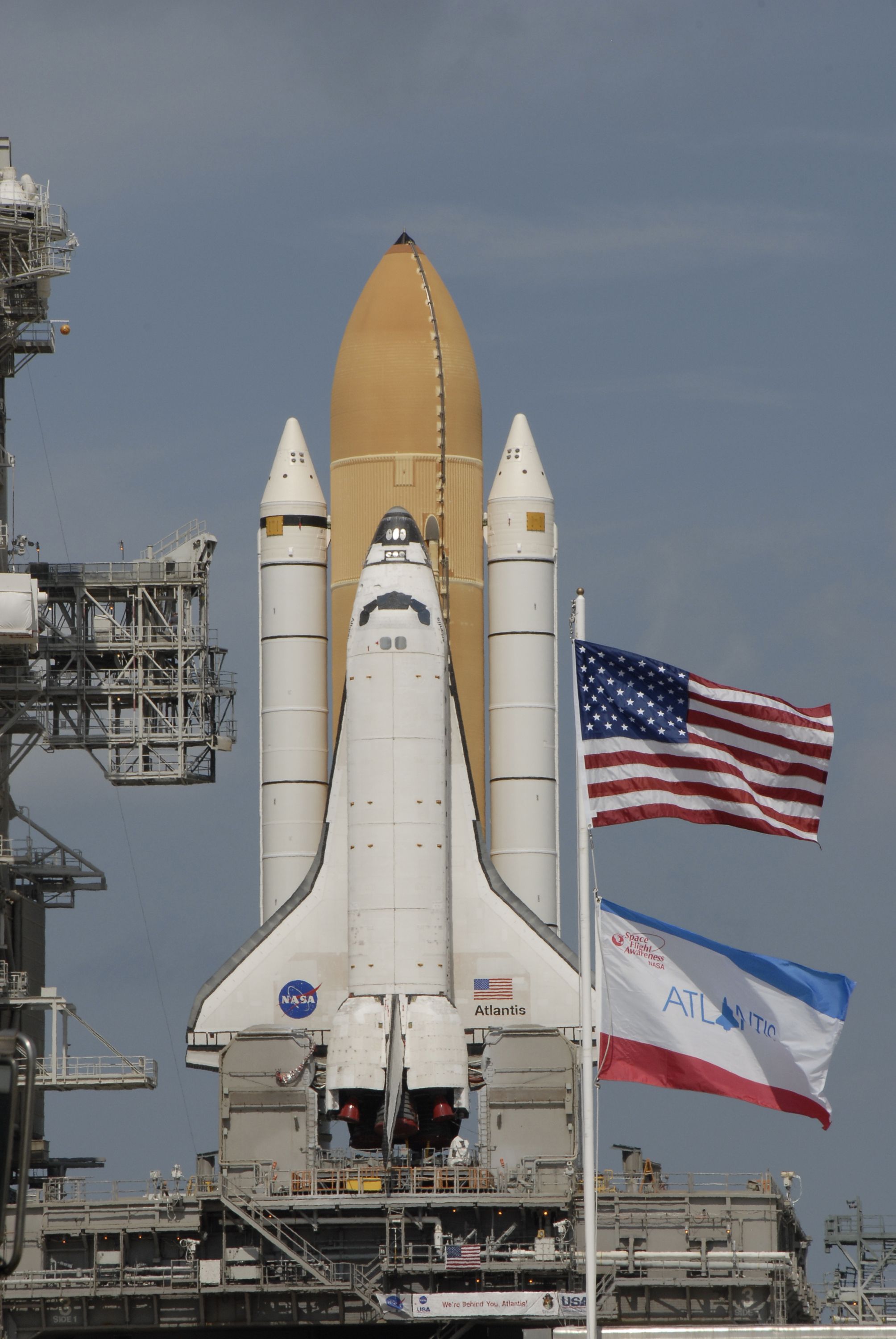
«Атлантис» установлен на стартовой позиции.

14 октября шаттл «Атлантис» был вывезен из здания вертикальной сборки и установлен на стартовой площадке 39А. Вывоз начался в 10 часов 38 минут по Гринвичу (6 часов 38 минут летнего времени восточного побережья США). В 17 часов 31 минуту «Атлантис» был установлен на стартовой площадке.
19 октября менеджеры НАСА согласились, чтобы перенести старт «Атлантиса» на 16 ноября. Это вызвано напряженным графиком работы персонала обслуживающего запуски на космодроме мыса Канаверал. В данное время для НАСА самым приоритетным запуском стал первый испытательный полёт новой ракеты «Арес I—X», которая воздаётся в рамках программы «Созвездие». Поэтому все усилия специалистов направлены именно на обеспечение успешных испытаний ракеты «Арес I—X». Новое время старта миссии «Атлантис» STS-129 — 16 ноября, 19 часов 28 минут по Гринвичу (14 часов 28 минут по времени восточного побережья США). Окно для старта «Атлантиса» с 16 по 19 ноября, если старт не состоится в эти дни, то следующее окно для запуска откроется 6 декабря и закроется 11 декабря, так как на 21 декабря назначен старт российского корабля «Союз ТМА-17» с очередным экипажем МКС.
29 октября официально подтверждено, что «Атлантис» должен стартовать 16 ноября в 19 часов 28 минут по Гринвичу (14 часов 28 минут по времени восточного побережья США). Двое суток, 14 и 15 ноября, зарезервированы для запуска ракеты «Атлас V» с военно-воздушной базы на мысе Канаверал. Если «Атлас V» стартует 14 ноября, то «Атлантис» будет запущен 16 ноября, если старт «Атласа V» будет перенесён на 15 ноября, то старт «Атлантиса» передвинется на 17 ноября в 19 часов 2 минуты по Гринвичу.
3 ноября в грузовом отсеке «Атлантиса» были размещены две транспортные конструкции (Express Logistics Carrier), на которых помещен полезный груз, который будут доставлен на МКС. Общий вес полезного груза составляет 12,7 тонн (28.000 фунтов).
12 ноября в космический центр Кеннеди из Хьюстона прибыл экипаж «Атлантиса».

## Описание полёта

### Старт и первый день полёта
19:28 16 ноября — 01:28 17 ноября

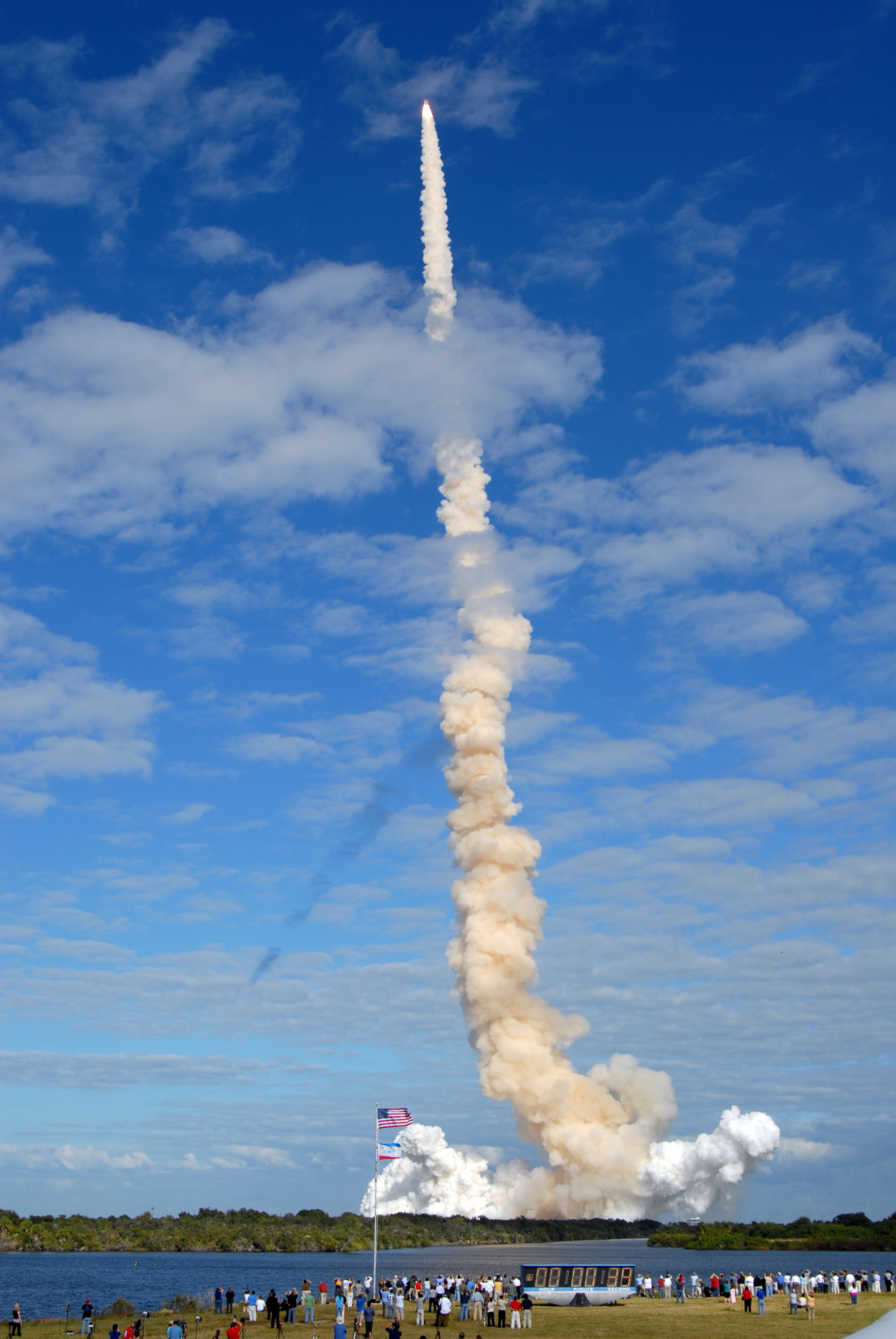
Старт «Атлантиса».

 16 ноября 2009 г. Шаттл «Атлантис» стартовал в 19 часов 28 минут по Гринвичу (14 часов 28 минут по времени восточного побережья США). Через 90 секунд после старта, вес шаттла составлял только половину от его стартового веса. Твердотопливные ускорители сжигают 335 кг (11.000 фунтов) топлива в секунду. Двигатели самого шаттла сжигают около 500 кг жидкого топлива в секунду.
Твердотопливные ускорители отделились через 2 минуты 10 секунд после старта.
Через 3 минуты 40 секунд «Атлантис» достиг высоты 88 км (55 миль), расстояние от места старта составляло 190 км (120 миль), скорость — 6,5 тыс. км/ч (4.000 миль/час).
Через 8,5 минут после старта шаттл вышел на орбиту, двигатели шаттла были выключены, и был отсоединен внешний топливный бак. «Атлантис» достиг орбитальной скорости 28.000 тыс. км/ч (17.400 миль/час).
После выхода на орбиту, в 21 час 13 минут был открыт грузовой отсек шаттла. Астронавты привели в рабочее состояние робот-манипулятор и подготовили его к намеченной на следующий день инспекции теплозащитного покрытия «Атлантиса».

### Второй день полёта
09:28 17 ноября — 01:28 18 ноября
В этот день астронавты проводят обследование теплозащитного покрытия своего корабля. Такое обследование стало стандартной процедурой после катастрофы шаттла «Колумбия» 1 февраля 2003 года. Обследование проводится с помощью камеры и лазерного сканера, закреплённых на конце пятнадцатиметрового удлинителя робота-манипулятора. Обследование началось в 13 часов 20 минут и продолжалось до 18 часов 52 минут. Роботом-манипулятором управлял Барри Уилмор, ему помогали Чарльз Хобо и Леланд Мелвин.
Астронавты Форман, Сэтчер и Брезник подготавливали для переноски в станцию скафандры, предназначенные для первого выхода в открытый космос.
Астронавты перепроверяли системы шаттла, которые будут задействованы при стыковки с МКС.

### Третий день полёта
09:28 18 ноября — 01:28 19 ноября
Экипаж «Атлантиса» был разбужен в 9 часов 28 минут. В это время шаттл находился на расстоянии 80 км (50 миль) от станции. Заключительная фаза сближения шаттла со станцией началась в 14 часов 5 минут, когда расстояние между ними составляло 15 км (9,2 мили). «Атлантис» приближался к МКС сзади и снизу.
В 14 часов 33 минуты «Атлантис» был на расстоянии 13 км (8 миль) от станции.
В 15 часов 34 минуты «Атлантис» был на расстоянии 300 метров (1.000 футов) от станции.

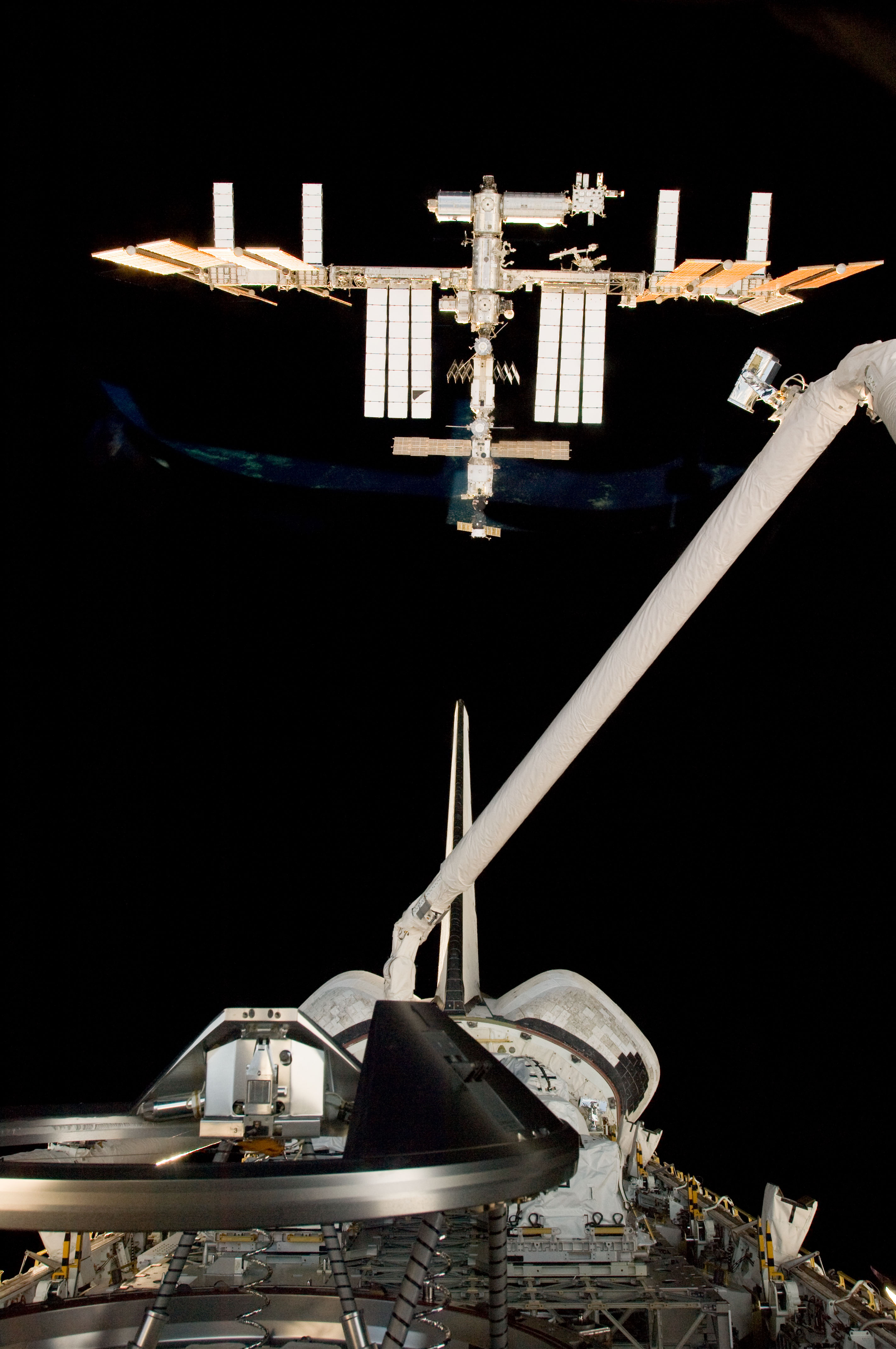
«Атлантис» приближается к МКС.

В 15 часов 52 минуты, когда шаттл был на расстоянии 180 метров (600 футов), внизу под станцией, он, под управлением командира корабля Чарльза Хобо, начал выполнять стандартный переворот, во время которого члены экипажа МКС Джеффри Уильямс и Николь Стотт, через иллюминаторы российского модуля «Звезда», с помощью цифровых камер, оснащенных четыреста и восемьсот миллиметровыми объективами, фотографировали днище шаттла. В это время шаттл и станция находились над Южной Америкой. В 16 часов переворот был окончен. Полученные сотни снимков теплозащитного покрытия шаттла были отправлены на Землю, для анализа на предмет повреждений. После переворота, «Атлантис» вышел на позицию впереди станции для окончательного сближения и стыковки. Нос «Атлантиса» направлен в космос, соответственно, его корма направлена на Землю, он летит днищем вперёд, а его грузовой отсек, в котором находится стыковочный узел, раскрыт в направлении модуля «Гармония» МКС. В 16 часов 31 минуту «Атлантис» находился на расстоянии 60 метров (200 футов) перед станцией. В 16 часов 44 минут «Атлантис» находился на расстоянии 15 метров (50 футов) перед станцией. Скорость сближения составляла 4 см/с (0,14 фут/сек). В 16 часов 50 минут «Атлантис» находился на расстоянии 1,5 метров (5 футов) перед станцией.

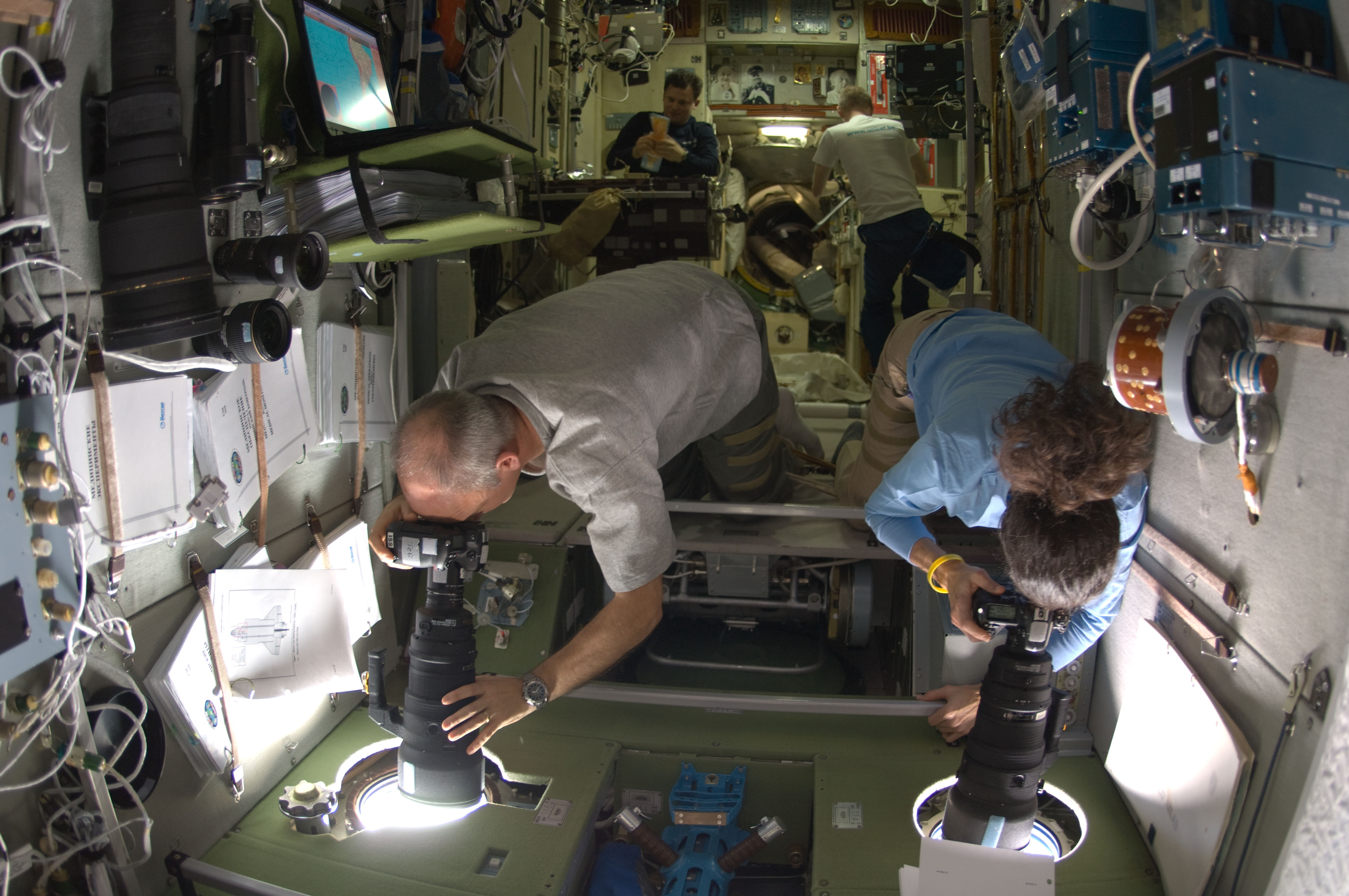
Джеффри Уильямс и Николь Стотт фотографируют теплозащитное покрытие «Атлантиса».

Стыковка шаттла «Атлантис» с Международной космической станцией состоялась в 16 часов 51 минуту, когда они пролетали над Тасмановым морем. После проверки герметичности стыка, в 18 часов 28 минут был открыт люк между станцией и шаттлом. На орбите встретились шесть членов экипажа МКС (Франк Де Вине (Бельгия), Максим Сураев (Россия), Роман Романенко (Россия), Джеффри Уильямс (США), Николь Стотт (США), Роберт Тирск (Канада)) и шесть членов экипажа «Атлантиса». После открытия люка между шаттлом и станцией, Николь Стотт переходит в экипаж «Атлантиса». Членами экипажа МКС остаются пять астронавтов.
Через два с половиной часа после стыковки астронавты Брезник и Мелвин, с помощью робота-манипулятора шаттла, достали из грузового отсека первую экспериментально-транспортную платформу (ELC-1). В 20 часов 25 минут поднятая платформа была перехвачена роботом-манипулятором станции, которым управляли Уилмор и Уильямс. Экспериментальная платформа, вес которой 6,3 тонны (13.850 фунтов) и размер 4,9 × 4,3 метра (16 × 14 футов), была перенесена к сегменту Р3 на левой ветви ферменной конструкции станции. В 21 час 27 минут экспериментальная платформа была установлена на предназначенном месте, на сегменте Р3. На верхней поверхности этой платформы закреплены: гироскоп ориентации (180 кг), устройство для зарядки и разрядки аккумуляторов солнечных батарей, устройство защиты станции от возможных электрических разрядов между станцией и окружающим пространством, запасные части для робота-манипулятора. На нижней поверхности платформы ELC-1 закреплены: баки с азотом (170 кг) и аммиаком (520 кг) и насос (240 кг) для системы охлаждения станции.
Астронавты Форман и Сэтчер подготавливали свои скафандры, оборудование и инструменты, которые понадобятся им во время первого выхода в открытый космос, запланированный на следующий день.

### Четвёртый день полёта
09:28 19 ноября — 00:58 20 ноября
Николь Стотт отмечает на орбите свой сорок седьмой день рождения.
После анализа снимков теплозащитного покрытия шаттла, было установлено, что дополнительных более тщательных обследований подозрительных мест покрытия не требуется. Более тщательное обследование планировалось на пятый день полёта (20 ноября). Так как дополнительных обследований не потребовалось, астронавты будут иметь больше времени для отдыха.

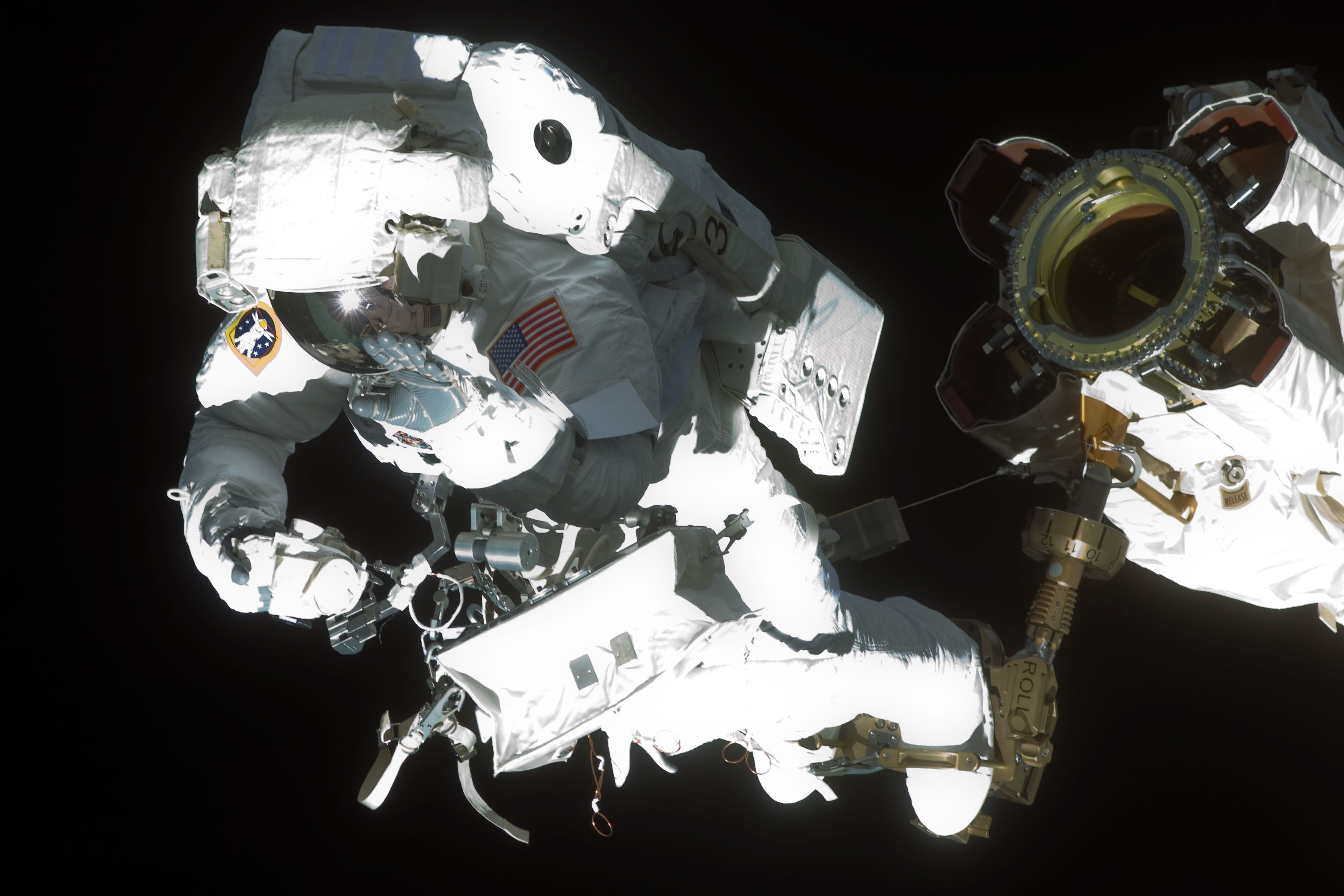
Роберт Сэтчер в открытом космосе.

День первого выхода в открытый космос. Выход осуществляли Майкл Форман и Роберт Сэтчер. Для Формана это был 4-й выход в открытый космос, первых три выхода он совершил в марте 2008 года во время визита на МКС на шаттле «Индевор» STS-123. Для Сэтчера, который совершает первый космический полёт, это был и первый выход в открытый космос. Координировал работу астронавтов за бортом Рэндольф Брезник. Роботом-манипулятором станции управляли Леланд Мелвин и Барри Уилмор.
Во время выхода астронавты должны были установить на сегменте Z1 ферменной конструкции станции антенну S-диапазона, а также провести обслуживание механизма захвата робота-манипулятора станции и робота-манипулятора японского модуля «Кибо».
Выход начался в 14 часов 24 минуты.
Роберт Сэтчер был закреплён на роботе-манипуляторе. Майкл Форман отправился в грузовой отсек шаттла, где он снял транспортные крепления с комплекта антенны S-диапазона и в 15 часов 20 минут передал его Сэтчеру. Сэтчер вместе с антенной переместился к сегменту Z1. Форман также проследовал к сегменту Z1. В 16 часов 24 минут астронавты закончили работу по установке антенны. Астронавты установили антенну на 80 минут раньше, чем предусматривалось по графику.
Затем Сэтчер занимался обслуживанием замков (защелок) на японском роботе-манипуляторе и на транспортной тележке.
В это же время Форман занимался установкой кабелей, предназначенных для подключения к антенне, на модуле «Дестини», а также установил поручень с креплениями для кабелей на модуле «Юнити» и установил противометеоритную защитную панель.
В 18 часов 30 минут Форман и Сэтчер закончили все основные запланированные работы на 2 часа раньше, чем планировалось. Астронавты вернулись к шлюзовому модулю, забрали инструменты, которые им понадобились для выполнения дополнительной работы. Форман также пополнил свой запас кислорода в скафандре. В дополнение к основной работе, астронавты раскрыли механизм для закрепления грузов (Payload Attach System (PAS) на сегменте S3 на правой ветке ферменной конструкции станции. Этот механизм не удалось раскрыть во время прошлых полётов шаттлов. На этот раз, с помощью молотка, астронавтам удалось это сделать. Эта работа планировалась для второго выхода в открытый космос.

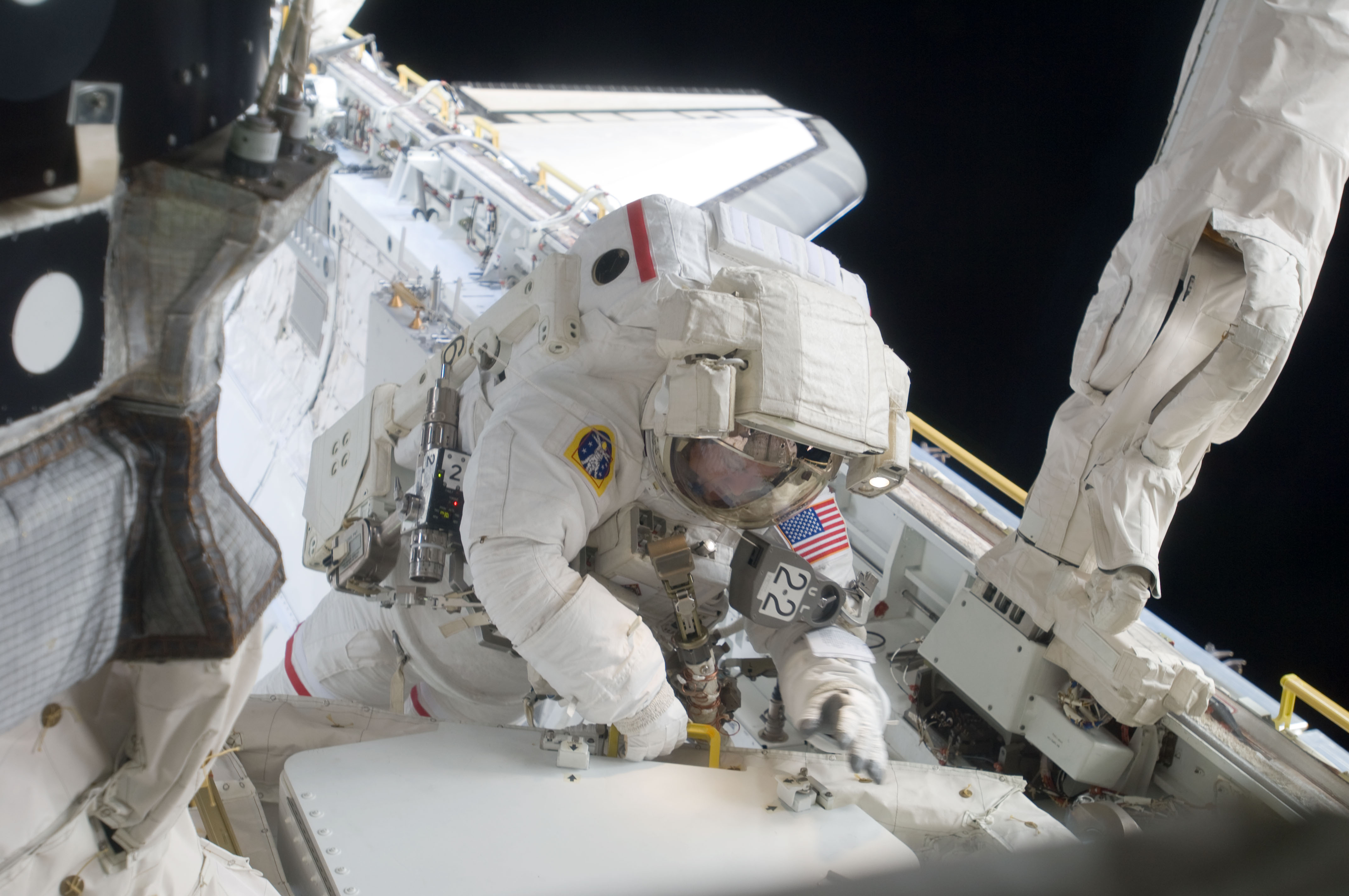
Майкл Форман в открытом космосе.

В 20 часов 58 минут астронавты вернулись в шлюзовой модуль. Выход закончился в 21 час 01 минуту. Продолжительность выхода составила 6 часов 37 минут.
Это был 134 выход в космос связанный с МКС с 1998 года.
Внутри станции астронавты проводили подготовительные работы в модуле «Гармония» перед прибытием к станции модуля «Транквилити», который будет доставлен на станцию в феврале 2010 года на шаттле «Индевор» STS-130 и будет пристыкован к левому стыковочному узлу модуля «Юнити».
В 1 час 36 минут, через полчаса после начала сна, экипаж был разбужен по ошибочному сигналу тревоги — «разгерметизация». Этот сигнал приводит к тому, что отключаются система вентиляции станции. Когда вентиляция была отключена, какое-то количество пыли попало в датчики задымления в модуле «Колумбия», что, в свою очередь, спровоцировало сигнал пожарной тревоги. После перепроверки, было установлено, что давление внутри станции находится в норме. Причиной ложной тревоги была, возможно, неисправность в системе вентиляции. Командир экипажа МКС Франк Де Вине сказал, что, возможно, ложная тревога возникла в, недавно пристыкованном к станции, российском модуле «Поиск».
По докладам экипажей шаттла и станции, и по результатам проверки систем станции из центров управления полётом: станция находится в нормальном состоянии, опасности для экипажей нет. Однако, для восстановления нормальной работы системы вентиляции понадобится, по крайней мере, час работы.
В 2 часа 15 минут астронавты шаттла отправились спать. Члены экипажа МКС продолжали восстанавливать систему вентиляции станции и отправились спать только через час.

### Пятый день полёта
08:58 20 ноября — 00:28 21 ноября
После ночной тревоги, экипаж продолжил работы по ранее намеченному плану.
Астронавты переносили грузы из шаттла в станцию, а обратно — результаты экспериментов, проделанных на станции, для отправки на Землю.
Астронавты подвели робот-манипулятор ко второй экспериментальной платформе (ELC-2), которая будет на следующий день будет установлена на сегменте S3 станции.
Во второй половины дня Чарльз Хобо, Барри Уилмор, Леланд Мелвин и Роберт Сэтчер отвечали на вопросы корреспондентов различных телевизионных каналов США.
Внутри станции астронавты продолжали подготовительные работы в модуле «Гармония» перед прибытием к станции модуля «Транквилити».
Майкл Форман и Рэди Брезник готовились к выходу в открытый космос, который должен состояться на следующий день.
Вторую ночь подряд (в 2 часа 53 минуты, 21 ноября) экипаж был разбужен ложным сигналом тревоги: «разгерметизация». В результате этой тревоги был прерван процесс адаптации астронавтов Формана и Брезника, которые, перед предстоящим на следующий день выходом в открытый космос, находились в модуле «Квест» при пониженном давлении (0,7 атм = 10,2 фунтов на квадратный дюйм). По сигналу тревоги включился автоматический процесс наддува модуля «Квест» до нормального давления (1 атм = 14,7 фунтов на квадратный дюйм), которое поддерживается в станции. Сон в модуле «Квест» при пониженном давлении способствует удалению из крови азота. Это стандартная процедура, принятая для американских астронавтов, готовящихся к выходу в космос. . Так как сон при пониженном давлении был прерван, астронавтом Форману и Брезнику пришлось перед выходом, чтобы очистить кровь от излишнего азота, в течение 2 часов 20 минут время носить кислородные маски и заниматься на велотренажере.
Сигнал разгерметизации вызвал отключение вентиляции, и вновь, как и прошлую ночь, сработала противопожарная сигнализация в европейском модуле «Колумбия» и в модуле «Квест».
Причина ложного срабатывания сигнала разгерметизации находится в новом российском модуле «Поиск».
Было продлено время для сна до 8 часов 58 минут, а начало выхода в космос перенесено на 14 часов 38 минут.

### Шестой день полёта
08:28 21 ноября — 23:58 21 ноября
День второго выхода в открытый космос. Выход осуществляли Майкл Форман и Рэндольф Брезник. Астронавты должны были установить две (одна для системы морской навигации и вторая для любительской радиосвязи) антенны на модуле «Колумбия». Затем Форман и Брезник отправляются к сегменту S3, где они должны были раскрыть ещё один механизм для закрепления грузов (Payload Attach System (PAS). В следующем году во время миссии «Индевор» STS-134, на этом механизме будет установлен магнитный альфа-спектрометр (Alpha Magnetic Spectrometer). Затем астронавты должны были установить антенну для беспроводной передачи видеоизображения. Затем Форман и Брезник должны были раскрыть ещё один механизм для закрепления грузов на сегменте S3. В следующем году здесь будет установлена следующая экспериментальная платформа (ELC-4). Из-за задержки начала выхода, вызванной ночной тревогой, продолжительность выхода сокращена на пол часа.
Выход начался в 14 часов 31 минуту.

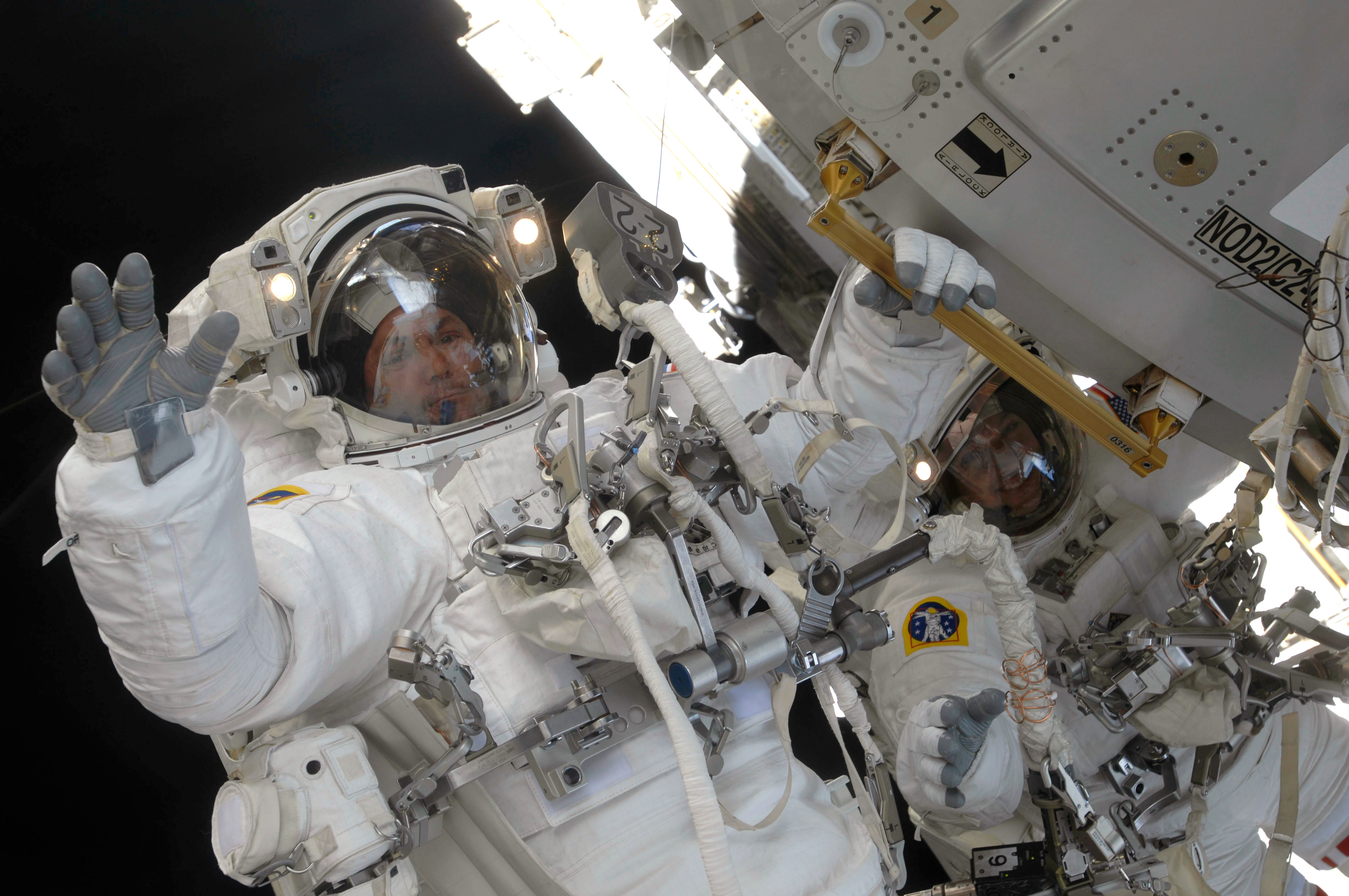
Майкл Форман. Второй выход в открытый космос.

После выхода из шлюзового модуля, астронавты направились в грузовой отсек шаттла, забрали необходимые инструменту и направились к модулю «Колумбия», где они установили комплект антенн (GATOR). В 15 часов 53 минуты эта работа была выполнена.
Затем астронавты переставили пробник потенциала с сегмента S1 на сегмент Р1. Это было сделано для того, чтобы освободить место для установки магнитного альфа-спектрометра.
В 16 часов 58 минут астронавты пополнили запас кислорода в своих скафандрах и отправились к сегменту S3. В 17 часов 57 минут был раскрыт механизм для закрепления магнитного альфа-спектрометра.
Астронавты приступили к установке системы беспроводной передачи видеоизображения. С помощью этой системы, сигналы с видеокамер, установленных на шлемах астронавтов, находящихся в открытом космосе, будут передаваться на станцию. В 18 часов 18 минут эта работа была окончена.
Астронавты работают в хорошем темпе и идут с опережением графика. В 19 часов 3 минуты астронавты раскрыли ещё один механизм для закрепления грузов на сегменте S3. В следующем году здесь будет установлена платформа ELC-4.
В 20 часов 33 минуты астронавты вернулись в шлюзовой модуль.
Выход закончился в 20 часов 39 минут. Продолжительность выхода составила 6 часов 8 минут.
Это был 135 выход в космос связанный с МКС с 1998 года.

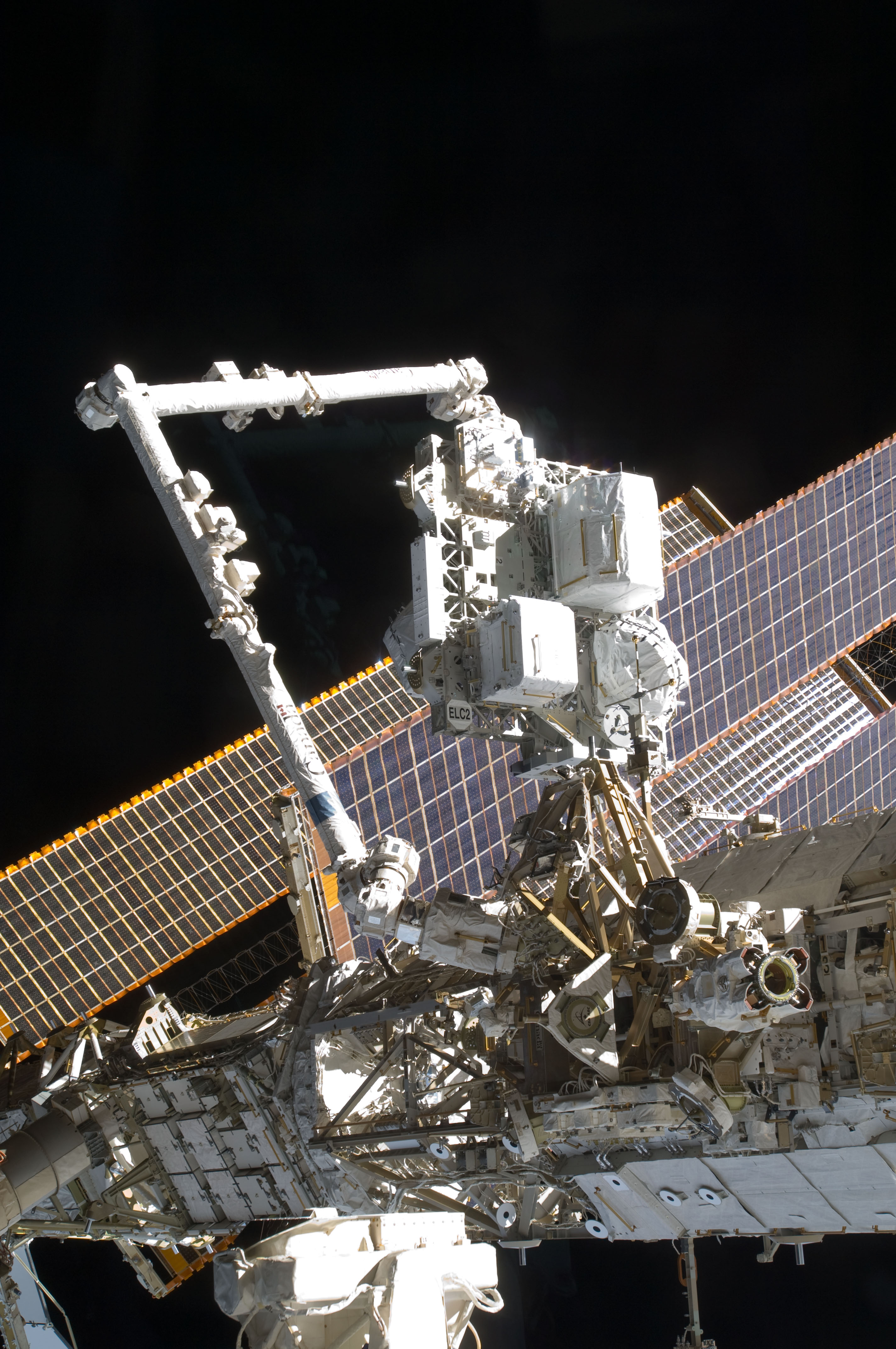
Установка платформы ELC-2 на сегменте S3.

Астронавтам предстояло установить на ферменной конструкции станции вторую, доставленную на станцию, экспериментальную платформу (ELC-2). На этой платформе закреплены: второй запасной гироскоп ориентации, бак высокого давления с кислородом, запасной бак с азотом и насос для системы охлаждения станции. Вес полезных грузов на платформе составляет 4,5 тонны (9.900 фунтов).
Леланд Мелвин и Николь Стотт с помощью робота-манипулятора шаттла в 11 часов 35 минут подняли экспериментальную платформу (ELC-2) из грузового отсека шаттла. В 12 часов 12 минут платформа была перехвачена роботом-манипулятором станции, которым управляли Джеффри Уильямс и Франк Де Винне. Платформа была перенесена к месту её закрепления на сегменте S3 и установлена там в 14 часов 8 минут.

### Седьмой день полёта
07:58 22 ноября — 23:28 22 ноября
В этот день астронавты имели больше времени для отдыха.
Рэндольф Брезник получил известие из центра управления полётом, что 22 ноября его жена родила дочь.
Барри Уилмор, Леланд Мелвин, Роберт Сэтчер и Николь Стотт отвечали на вопросы американских радио и телевизионных каналов, а также общались со студентами Технологического университета Теннеси, выпускником которого является Уилмор.
Астронавты Сэтчер и Брезник готовили свои скафандры и инструменты к заключительному выходу в открытый космос, который состоится на следующий день.

### Восьмой день полёта
07:28 23 ноября — 22:58 23 ноября
День третьего выхода в открытый космос. Выход осуществляли Роберт Сэтчер и Рэндольф Брезник. Астронавты должны были смонтировать кислородный бак на шлюзовом модуле «Квест» и установить на внешней поверхности станции экспериментальные материалы (Materials International Space Station Experiment, MISSE 7). Роботом-манипулятором станции во время выхода управляли Леланд Мелвин и Барри Уилмор.

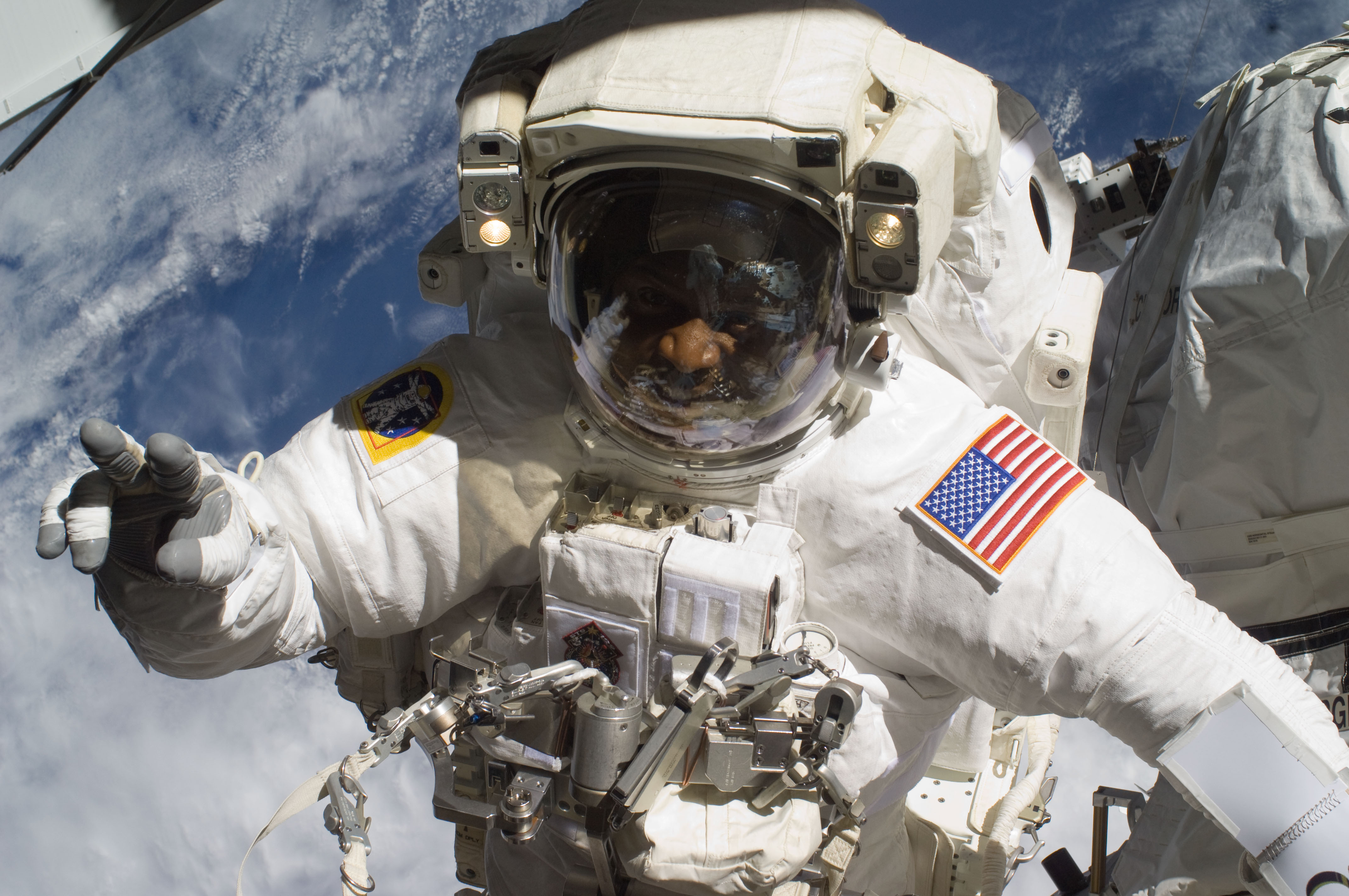
Роберт Сэтчер. Третий выход в открытый космос.

Выход начался в 13 часов 24 минуты. Выход начался с часовым опозданием, из-за проблем с вентилем на бачке с питьевой водой на скафандре Сэтчера.
Роберт Сэтчер направился к сегменту S3, где установлена платформа ELC-1, на которой закреплен кислородный бак. Сэтчер снял бак с платформы, бак был захвачен роботом-манипулятором станции. С помощью манипулятора, бак был перемещён к предназначенному для него места на модуле «Квест».
Рэндольф Брезник направился в грузовой отсек шаттла, где он забрал блок с экспериментами (MISSE 7), перенес его к экспериментальной платформе ECL-2 и установил его там (16 часов 32 минуты). Это первый блок экспериментальных материалов, который установлен на экспериментальной платформе, и который получает электропитание от станции, и информация о ходе эксперимента от которого передается непосредственно на станцию в реальном времени.

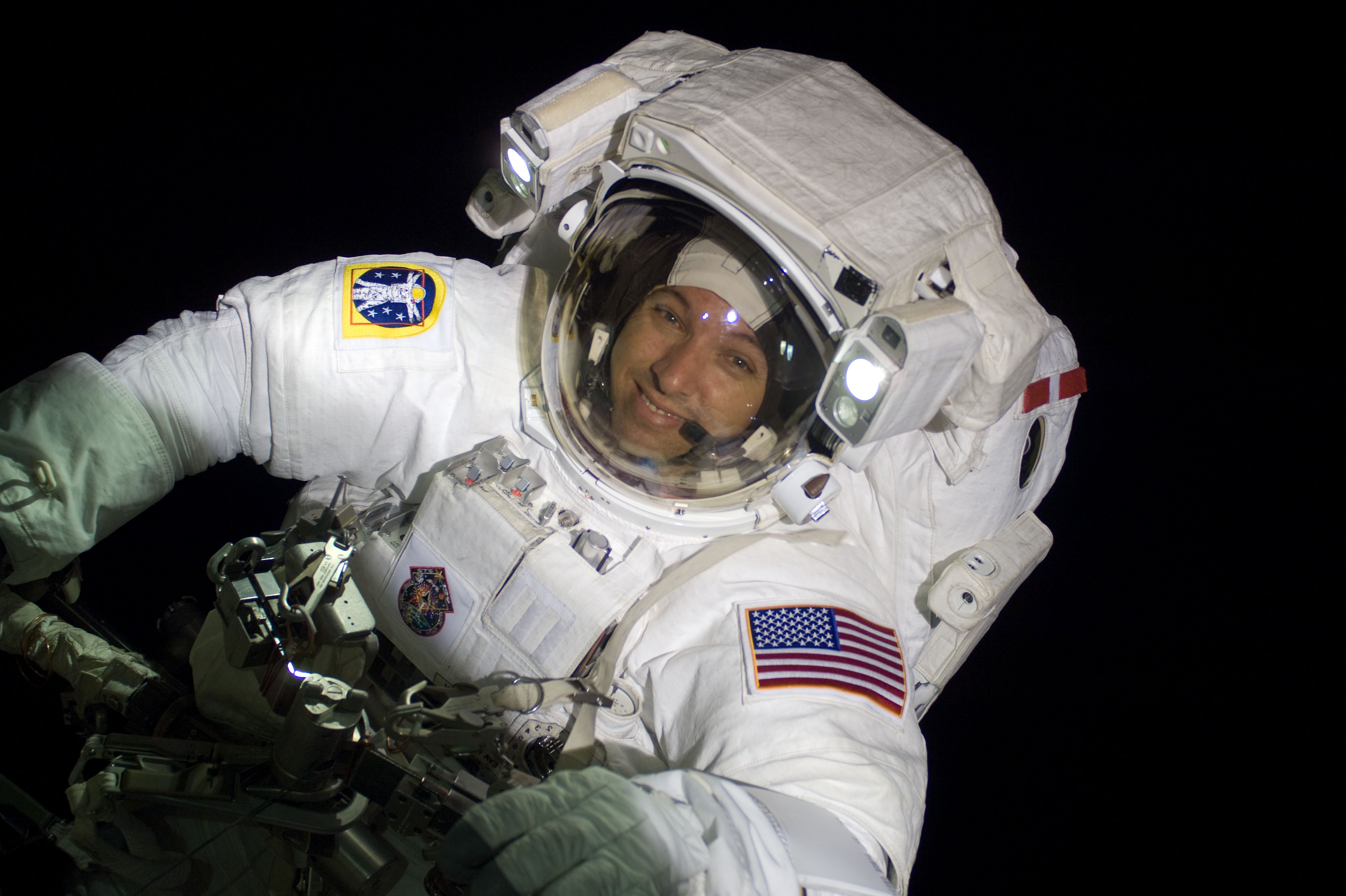
Рэндольф Брезник. Третий выход в открытый космос.

Сэтчер и Брезник переместились к модулю «Квест» и установили там кислородный бак (17 часов 36 минут). Кислородный бак высокого давления имеет размеры 1,5×1,9×1,4 м (5×6,2×4,5 футов) и весит около 560 кг (1.240 фунтов). Вес сжатого (под давлением 170 атм, 2.450 фунтов на квадратный дюйм) кислорода в баке — 100 кг (220 фунтов).
В дополнение к основным запланированным работам астронавты демонтировали противометеоритные щиты на модуле «Квест». Сэтчер подготовил к демонтажу бак с аммиаком, который будет заменён во время полёта «Дискавери» STS-131. Брезник установил перемычки на трубопроводе системы охлаждения станции.
В 18 часов 55 минут астронавты вернулись в шлюзовой модуль.
Выход закончился в 19 часов 6 минут. Продолжительность выхода составила 5 часов 42 минуты.
Это был 136 выход в космос связанный с МКС с 1998 года.

### Девятый день полёта
06:58 24 ноября — 22:28 24 ноября
С помощью двигателей шаттла была поднята орбита станции на 1,5 км (0,9 мили).
После ухода «Атлантиса» от станции, изменяется состав экспедиции МКС. Вместо шести на станции остаются пять астронавтов, поэтому меняется номер экспедиции с 21 на 22, соответственно командир: командир экспедиции 21 Франк Де Винне передал свои полномочия командиру экспедиции 22 Джеффри Уильямсу. Передача состоялась в 15 часов.
В 17 часов 40 минут члены экипажей шаттла и МКС собрались в модуле «Гармония» и попрощались друг с другом. Члены экипажа шаттла перешли в «Атлантис» вместе с ними и Николь Стотт, которая провела почти три месяца на борту МКС. В 18 часов 12 минут был закрыт переход между шаттлом и станцией.

### Десятый день полёта
06:28 25 ноября — 22:28 25 ноября
Отстыковка «Атлантиса» от МКС состоялась в 9 часов 53 минуты. В это время шаттл и станция пролетали над районом северо-восточнее Новой Гвинеи. Продолжительность совместного полёта шаттла и станции составила 6 суток 17 часов 2 минуты. После отстыковки, шаттл совершил традиционный облёт станции. Облёт начался в 10 часов 18 минут и закончился в 11 часов 4 минуты. Во время облёта шаттл находился на расстоянии 180—200 метров (600—650 футов). В 11 часов 11 минут «Атлантис» находился на расстоянии 300 метров (1000 футов) над станцией.
В 11 часов 36 минут были включены двигатели шаттла и он окончательно ушёл от станции.
В грузом отсеке шаттла на Землю возвращается 950 кг (2.100 фунтов) грузов. Среди возвращаемых на Землю грузов вышедшая из строя центрифуга системы регенерации воды. Эта центрифуга будет отремонтирована и вновь отправлена на станцию в следующем году.
На шаттле возникла проблема с бачком для хранения жидких отходов. Ёмкость бачка рассчитана на 70 кг (160 фунтов), по расчетам к настоящему моменту в нём должно скопиться около 35 кг (80 фунтов). Однако датчики показывают, что бачок полон. С помощью камеры, закреплённой на роботе-манипуляторе, астронавты рассмотрели отверстие на левой стороне фюзеляжа шаттла, через которое жидкие отходы выбрасываются наружу. Ничего подозрительного обнаружено не было. Предположительно произошло засорение в трубках подводящих к бачку.
В 14 часов астронавты начали проводить инспекцию теплозащитного покрытия шаттла. Эта инспекция проводится для подтверждения того, что во время пребывания на орбите, теплозащитного покрытия не было повреждено от столкновений с микрометеоритами или обломками космического мусора. Инспекция была окончена в 18 часов 19 минут.

### Одиннадцатый день полёта
06:28 26 ноября — 21:58 26 ноября
Астронавты занимались перепроверкой систем шаттла задействованных при приземлении. Астронавты паковали свои вещи и инструменты перед посадкой.
В США национальный праздник — День благодарения. Астронавты «Атлантиса» не готовились специально, чтобы отмечать этот праздник на орбите. Если бы старт состоялся 12 ноября, как это планировалось, то астронавты отмечали бы праздник уже на Земле.
После просмотра снимков, полученных с шаттла во время вчерашней инспекции, руководитель полёта Брайан Лани сказал, что теплозащитный слой шаттла находится в отличном состоянии, и нет никаких препятствий для успешного приземления.
С 14 часов 15 минут астронавты отвечали на вопросы корреспондентов радио ABC и телевизионных каналов WTVT-TV и KCBS.

### Двенадцатый день полёта
06:28 27 ноября — 14:44 27 ноября
Шаттл «Атлантис» имел две возможности для приземления в космическом центре во Флориде:
- на 171 витке, тормозной импульс в 13:37, приземление в 14:44
- на 172 витке, тормозной импульс в 15:16, приземление в 16:19

Во Флориде установилась хорошая погода, поэтому руководство полётом не планировало запасной вариант приземления в Калифорнии на военно-воздушной базе Эдвардс.
В 11 часов 1 минуту был закрыт грузовой отсек шаттла. В 12 часов 20 минут астронавты начали одевать скафандры. В 12 часов 37 минут они заняли свои места в креслах. В 13 часов 14 минут из центра управления полётом поступила команда на включение тормозных двигателей «Атлантиса».

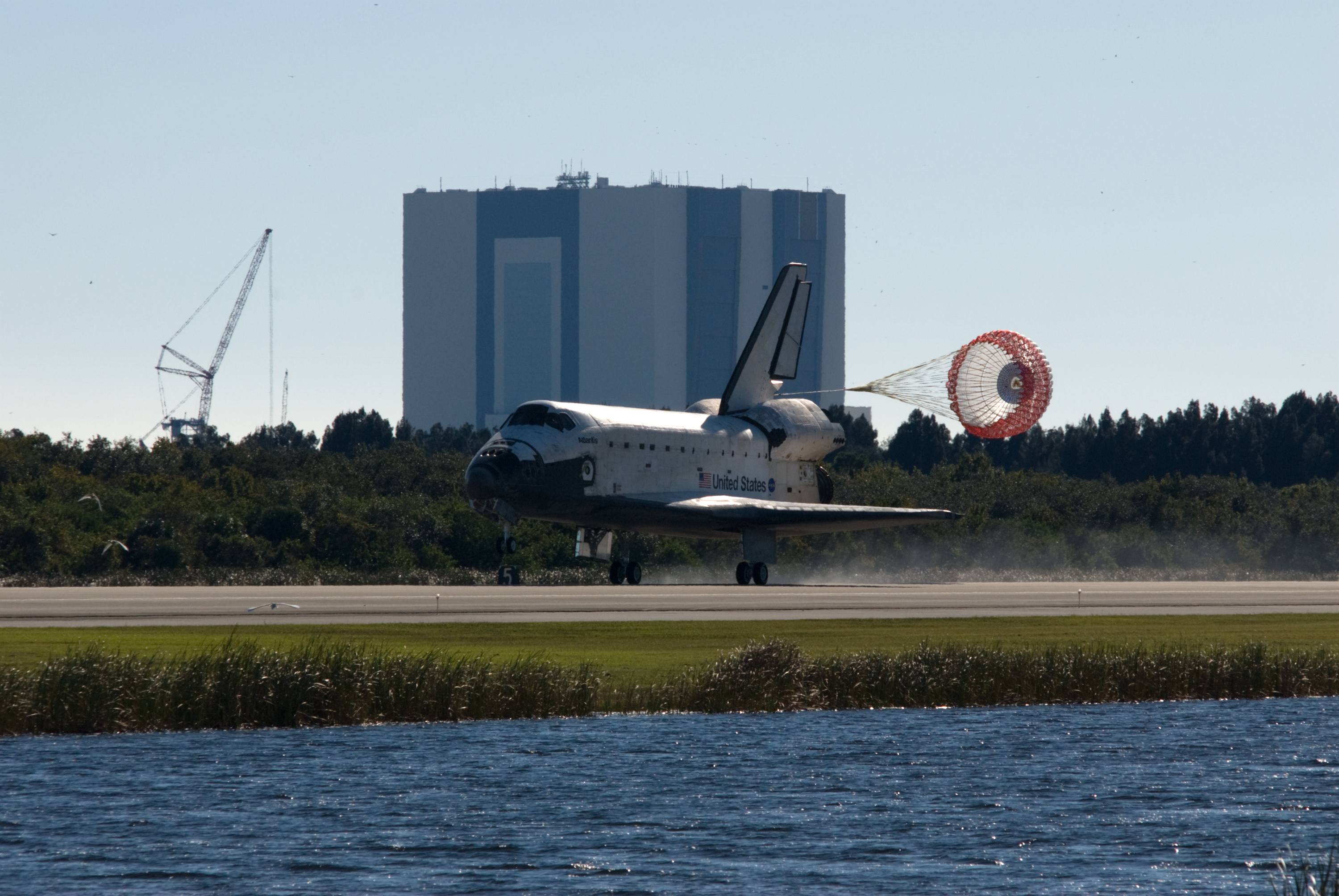
Приземление.

В 13 часов 37 минут были включены двигатели на торможение. Двигатели проработали 2 минуты и 47 секунд. В это время «Атлантис» пролетал над Индийским океаном, над районом западнее Индонезии. В 14 часов 12 минут «Атлантис» вошел в верхние слои атмосферы. Скорость «Атлантиса» — 25 М. В 14 часов 22 минуты «Атлантис» был на высоте 73 км (240.000 футов), его скорость — 25,7 тыс. км/ч (16.000 миль/час). В 14 часов 27 минут «Атлантис» пролетает над Эль-Сальвадором. В 14 часов 30 минут «Атлантис» был высоте 55 км (181.000 футов), его скорость — 14,5 тыс. км/ч (9.000 миль/час). В 14 часов 34 минуты «Атлантис» над побережьем Флориды, его высота 40 км (130.000 футов), его скорость — 6,4 тыс. км/ч (4.000 миль/час). 14 часов 42 минуты «Атлантис» был высоте 4,9 км (16.000 футов), его скорость — 570 км/ч (355 миль/час).
«Атлантис» приземлился на взлётно-посадочной полосе № 33 в 14 часов 44 минуты 23 секунды (9 часов 44 минуты 23 секунды по времени восточного побережья США). Продолжительность полёта составила 10 суток 19 часов 16 минут 13 секунд. «Атлантис» совершил 171 виток вокруг Земли и преодолел расстояние 7,2 млн км (4,49 млн миль).
В субботу (28 ноября) экипаж «Атлантиса» отправится в Хьюстон. Шаттл «Атлантис» будет готовиться к своему последнему полёту STS-132, который запланирован на май 2010 года.